# Gustav Behre
Gustav Behre (* 1. September 1903 in Dalhausen; † 15. November 1973 in Beverungen) war ein deutscher Maler und Graphiker.

## Leben und Wirken
Behre studierte 1924/25 an der Staatlichen Kunstakademie Düsseldorf und von 1925 bis 1928 am Berufspädagogischen Institut Köln der Kölner Werkschulen. Es folgten Lehrtätigkeiten an den Handwerker-Gewerbeschulen Düsseldorf und Limburg/Lahn, daneben Studienreisen in Frankreich, Italien und Dänemark.
Behre spezialisierte sich auf die Landschaftsmalerei seiner ostwestfälischen Heimat, dem Rheinland, dem Taunus und vom Chiemsee, meist mit einer dramatischen Natur-Inszenierung („Weserlandschaft mit aufziehendem Gewitter“ und „Nach dem Sturm“). Daneben entstanden Stillleben und Städtebilder.
Ein Bruder von Gustav Behre, Karl Behre (1917–1996), der an der Realschule Beverungen Kunst unterrichtet, führte dessen Malstil fort, wobei er thematisch auf den Oberweserraum fokussierte.

## Werke
In der Kunstsammlung der Stadt Limburg befinden sich: „Alte Fahrgasse Limburg“, „Limburg“, „Sommertag im Bergland“, „Stillleben – Herbststrauß“ und „Sommerlandschaft“.

## Schriften
- Schrift, Farbe und Form in der Reklamegestaltung. Verlag Georg Callwey, München, 1936.
- Malerei, Graphik, Schrift in der Praxis der Werbegestaltung. Gröner, Ulm-Söflingen, 1953.
- Fremdenverkehrswerbung, erfolgreich gestaltet. Gröner, Ulm-Söflingen, 1954.
- [zusammen mit Karl Gröner]: Der Schriften-Maler. Fachzeitschrift für den Schriftenmaler und alle in der Schriftgestaltung tätigen Berufe. Heft 1–12, 1951.
- Schrift in der typographischen Gestaltung. In: Graphische Jahrbücher. 54, 1933, S. 193–196.
- Die Schrift in der typographischen Gestaltung. In: Graphische Jahrbücher. 59, 1938, S. 213–215.